# Pietro Sardi
Pietro Sardi (1666 – Livorno, 1742) è stato un mercante italiano.

## Biografia
Benemerito cittadino di Livorno grazie a cui centinaia di studenti hanno avuto i fondi per frequentare l'università. Con una disposizione testamentaria del 23 maggio 1742, e che ebbe luogo a partire dal 1752, il Sardi lasciò una rendita a favore della comunità di Livorno, con cui fu costituita la Fondazione Sardi, affinché con le sue rendite fossero mantenute una cattedra di "Lezione, spiegazione e scrittura della Sacra Scrittura" e una di "Filosofia morale e dogmatica" presso il Collegio dei Gesuiti. La prima cattedra decadde quando fu abolito l'ordine dei Gesuiti, nel 1773, mentre la seconda fu trasportata al collegio di S. Sebastiano dei P.P. Barnabiti e infine al Seminario Diocesano ove si fuse con la cattedra ordinaria della stessa materia.
Cosa più importante, la Fondazione pagava tre borse di studio di quattro anni, destinate agli studenti livornesi che si fossero distinti in suddetti studi sacri, per frequentare l'Università di Pisa o di Roma. Tali borse erano meritocratiche e si attribuivano tramite prova di esame pubblica. Nel 1888 le due suddette cattedre furono ufficialmente abolite e con la porzione di rendita risparmiata veniva istituita una quarta borsa di studio, che dal 1864 ammontavano a 600 Lire annue, allorché era amministrata dal Comune di Livorno, sotto l'egida del Ministero dell'Istruzione. 
Oltre a quanto detto, la rendita garantiva un sussidio annuo all’Istituto di Santa Giulia detto del "Paradisino". 
Esecutore testamentario del Sardi fu Giovanni Mazzoni, il quale coi soldi avanzati acquistò la biblioteca del soppresso ordine dei Gesuiti, da unire alla biblioteca pubblica livornese. Una via, traversa di via Ricasoli, gli è ancora oggi intitolata a Livorno.
Tra gli usufruitori delle borse di studio universitarie vanno annoverati Carlo Bini, Tommaso Gazzarrini, Salvino Salvini e Riccardo Calocchieri.
Una parte delle rendite fu lasciata anche alla Venerabile Arciconfraternita della Misericordia di Livorno per istituire le doti a fanciulle povere.